# ليونيد ملنيكوف
ليونيد هيوريوفيتش ميلنيكوف (بالروسية: Леонид Георгиевич Мельников)، من مواليد 31 مايو 1906، وتوفي بتاريخ 16 أبريل 1981، كان سياسياً سوفيتياً وعمل في السلك الدبلوماسي، عمل سفيراً للاتحاد السوفيتي لدى رومانيا.